# Cavuccio
Cavuccio is een plaats (frazione) in de Italiaanse gemeente Teramo.